# Mergozzo
Mergozzo är en ort och kommun i provinsen Verbano Cusio Ossola i regionen Piemonte i Italien. Kommunen hade 2 165 invånare (2018).